# Marie-Madeleine Dienesch
Marie-Madeleine Dienesch, née le 3 avril 1914 au Caire (Égypte) et morte le 8 janvier 1998 dans le 15e arrondissement de Paris, est une femme politique française. Elle est l’une des premières femmes députées de l'histoire française, la première femme présidente d'une commission parlementaire, et la première vice-présidente de l’Assemblée nationale sous la Ve République.

## Biographie

### Études et Seconde Guerre mondiale
Née dans une famille bourgeoise d'un père conseiller juridique, elle fait ses études dans des institutions catholiques de la région parisienne : collège Sainte-Marie, université libre de jeunes filles de Neuilly-sur-Seine et collège Sévigné, puis à l’université de Paris ; elle milite alors au Parti démocrate populaire.
En 1939, elle est nommée professeur au collège de Saint-Brieuc (Côtes-du-Nord, aujourd’hui Côtes d’Armor), actuel lycée Ernest-Renan, milite au sein de la CFTC et s’engage pendant l'Occupation dans la Résistance au sein du réseau Libération-Nord.
En 1944, elle est reçue à l’agrégation féminine de lettres.

### Carrière politique

#### Députée
En 1945-1946, elle est élue, grâce au soutien du clergé, députée aux deux Assemblées nationales constituantes puis à l’Assemblée nationale, dans laquelle elle siégera jusqu'en 1981 comme députée de la troisième circonscription des Côtes-du-Nord. Elle compte parmi les premières femmes députées, élues en 1945, de l'histoire française. Elle a déclaré par la suite : « Ceux qui m'attaquaient le plus violemment n'étaient ni les communistes ni les socialistes, mais des anti-féministes viscéraux qui ne supportaient pas que des femmes aient de nouvelles responsabilités ».
Réélue en 1946, puis constamment ensuite jusqu'en 1978, d'abord sous l'étiquette MRP, Marie-Madeleine Dienesch est élue sous les couleurs gaullistes de 1967 à 1981. Elle a été vice-présidente de l’Assemblée nationale et présidente de la Commission des affaires culturelles, sociales et familiales au cours de la IIIe législature. Ce fut la première femme présidente d'une commission parlementaire et la première vice-présidente de l’Assemblée nationale sous la Ve République.

#### Secrétaire d'État
Elle est la seconde femme membre d’un gouvernement de la Ve République, la première ayant été Nafissa Sid Cara dans le ministère de Michel Debré.
D'abord membre de la Commission des affaires culturelles, familiales et sociales, elle prend part, le 20 juin 1963, au débat sur la déclaration du Gouvernement relative aux problèmes de l'Éducation nationale. Son intérêt pour les questions éducatives et sociales la conduira à être nommée à des fonctions ministérielles entre 1967 et 1974. Elle est secrétaire d’État à l’Éducation nationale dans le quatrième gouvernement de Georges Pompidou du 31 mai au 10 juillet 1968, puis secrétaire d’État aux Affaires sociales dans celui de Maurice Couve de Murville du 10 juillet 1968 au 20 juin 1969. Elle est ensuite secrétaire d’État à l’Action sociale et à la Réadaptation, dans le cabinet Jacques Chaban-Delmas du 20 juin 1969 au 5 juillet 1972, fonction qu’elle conserve dans les trois gouvernements de Pierre Messmer du 5 juillet 1972 au 27 mai 1974.

#### Autres fonctions ou mandats
Elle est ambassadrice de France au Luxembourg de 1975 à 1978.
Elle a aussi été conseillère générale du canton de Plouguenast dans les Côtes-du-Nord (1976-1982), membre du Conseil régional de Bretagne et députée au Parlement européen en 1979-1980.

### Fin de carrière
Elle décide de ne pas se représenter lors des élections législatives de 1981 après 36 ans de présence dans l'hémicycle. À la fin de son mandat de conseillère générale, elle se retire de la vie politique. Restée célibataire et sans enfants, elle se consacre alors à la poésie et à la critique littéraire et disparaît en janvier 1998.

## Distinctions
- Chevalière de la Légion d'honneur

## Hommages

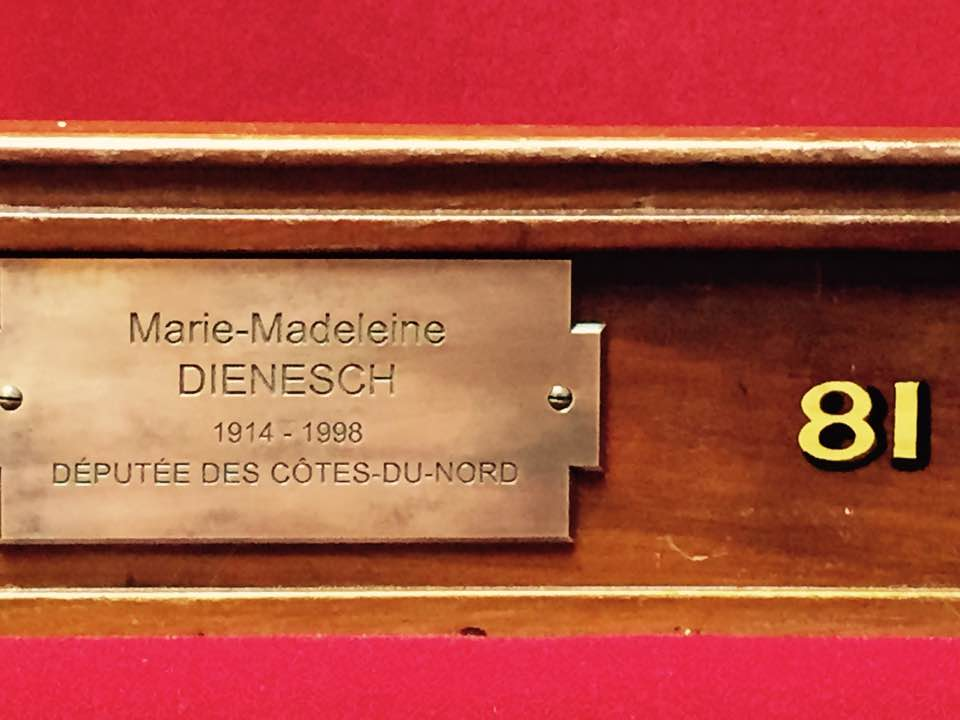
Plaque commémorative posée sur le banc autrefois occupé par Marie-Madeleine Dienesch dans l'hémicycle de l'Assemblée nationale.

Marie-Madeleine Dienesch a été nommée chevalier de la Légion d'honneur.
Le 19 octobre 2016, une plaque en son honneur (avec les autres résistantes et premières députées Rachel Lempereur et Marie-Claude Vaillant-Couturier) est dévoilée au palais Bourbon, siège de l'Assemblée nationale.
Le nom de Marie-Madeleine Dienesch avait été envisagé par le président du conseil départemental des Côtes-d'Armor, Alain Cadec, pour baptiser un nouveau collège public devant ouvrir à la rentrée 2018 à Lamballe. Cependant, devant la contestation locale, via une pétition, en raison des positions anti-avortement de Dienesch, et du fait qu'elle a été présidente de l'association pro-vie Laissez-les vivre, il décida de ne pas le nommer ainsi.

## Mandats

### Députée européenne
- 17 juillet 1979 - 30 septembre 1980 : députée européenne élue en France

### Députée
- 21 octobre 1945 - 10 juin 1946 : députée des Côtes-du-Nord
- 2 juin 1946 - 27 novembre 1946 : députée des Côtes-du-Nord
- 10 novembre 1946 - 17 avril 1951 : députée des Côtes-du-Nord
- 17 juin 1951 - 1er décembre 1955 : députée des Côtes-du-Nord
- 2 janvier 1956 - 8 décembre 1958 : députée des Côtes-du-Nord
- 30 novembre 1958 - 9 octobre 1962 : députée de la troisième circonscription des Côtes-du-Nord
- 25 novembre 1962 - 2 avril 1967 : députée de la troisième circonscription des Côtes-du-Nord
- 12 mars 1967 - 30 mai 1968 : députée de la troisième circonscription des Côtes-du-Nord
- 23 juin 1968 - 12 août 1968 : députée de la troisième circonscription des Côtes-du-Nord
- 4 mars 1973 - 12 mai 1973 : députée de la troisième circonscription des Côtes-du-Nord
- 19 mars 1978 - 22 mai 1981 : députée de la troisième circonscription des Côtes-du-Nord

### Conseillère régionale
- 1978-1981 : membre du conseil régional de Bretagne

### Conseillère générale
- 15 mars 1976 - 21 mars 1982 : membre du conseil général des Côtes-du-Nord (élue dans le canton de Plouguenast)